# Augustus 2000
Dit artikel geeft een chronologisch overzicht van alle belangrijke gebeurtenissen per dag in de maand augustus van het jaar 2000.

## Gebeurtenissen

### 1 augustus
- Moshe Katsav wordt de nieuwe president van Israël.

### 4 augustus
- De Britse Queen Mum wordt honderd jaar.

### 5 augustus
- De Belgische langafstandsloopster Marleen Renders toont in Heusden blijk van haar goede vorm door het Belgische record op de 10 000 m te verbeteren tot 31.03,60.

### 8 augustus
- De onderzeeër H.L. Hunley wordt naar de oppervlakte gehaald, na 136 jaar op de oceaanbodem gelegen te hebben.

### 12 augustus
- In de Russische kernonderzeeër Koersk ontploft een defecte torpedo. Alle 118 bemanningsleden komen om het leven.

### 15 augustus
- De Dongedijk, een feeder-containerschip, kapseist nabij Port Said in nochtans gunstige weersomstandigheden.

### 16 augustus
- Rafael Hipólito Mejía Domínguez wordt verkozen tot president van de Dominicaanse Republiek.

### 18 augustus
- Mohammed Mourhit verbetert in Monaco het Europese record op de 3000 m tot 7.27,62.
- Het voetbalseizoen in de Eredivisie 2000/01 begint met het duel Sparta Rotterdam-Roda JC dat eindigt in een 2-2 gelijkspel. Voor de thuisploeg scoort Ali El Khattabi twee keer. Namens de ploeg uit Kerkrade zijn het Yannis Anastasiou (strafschop) en Mark Luijpers die raak schieten.

### 24 augustus
- Bisschopswijding van Johannes te Maarssen, Nederlands bisschop van Kundiawa in Papoea-Nieuw-Guinea.

### 25 augustus
- Een week na zijn Europese record op de 3000 m verbeterd Mohammed Mourhit nu ook het Europese record op de 5000 m. Met een tijd van 12.49,71 loopt hij in Brussel de oude tijd uit de boeken.

### 26 augustus
- Wielrenner Erik Dekker schrijft in Landgraaf voor de tweede keer de Ronde van Nederland op zijn naam.

### 27 augustus
- Er breekt brand uit in de Ostankino-toren. Hierdoor worden de televisie- en radio-uitzendingen voor de 18 miljoen Moskovieten onderbroken. Drie mensen komen om het leven door de brand. De brand brak uit ongeveer 98 m boven het observatieplatform en het restaurant "De zevende hemel", met een volledige evacuatie van beide tot gevolg.
- Het Zimbabwaans voetbalelftal wint de vierde editie van de COSAFA Cup door in de finale (over twee wedstrijden) Lesotho te verslaan.

### 28 augustus
- Voor het eerst in de geschiedenis komen vertegenwoordigers van verschillende geloven in New York om te praten over een vredesverbond met de Verenigde Staten.

## Overleden
<< · januari · februari · maart · april · mei · juni · juli · augustus · september · oktober · november · december · >>